# くじら (タレント)
くじら（1975年4月12日 - ）は、日本のものまねタレント、結婚相談所所長。本名、佐々木 憲夫（ささき のりお）。
オフィスインディーズ、トップ・カラーを経て、太田プロダクションに所属していた。

## 来歴
身長170cm、体重65kg。趣味・特技はビリヤード、釣りなど。出身高校は東京都立向丘高等学校。
1994年に芸人デビュー。2000年に「ゆうえんち」というコンビを結成（2006年解散）。マニアックなモノマネをする芸風で注目される。
『とんねるずのみなさんのおかげでした』のコーナー「博士と助手〜細かすぎて伝わらないモノマネ選手権〜」に出場し、その後常連となり、同コーナーでのくじらのネタを集めたDVD『くじら スター☆伝説』も発売された。2006年の第4回『R-1ぐらんぷり』では、準決勝に進出している。
2010年「第5回妖怪そっくりコンテスト」で「雨降小僧」の扮装で最優秀賞を受賞した。また、2011年に行われた、第1回から第6回大会までの歴代コンテスト最優秀受賞者の中からグランドチャンピオンを決定する「グランドチャンピオン大会」でも、グランドチャンピオン賞を受賞した。
2010年のM-1グランプリに、ケンキとのコンビ「ケンキとくじら」を組んで出場。
2017年6月に13歳年下の一般女性と再婚。
愛犬にパグを飼っている愛犬家。
現在は芸人よりも専ら「恋愛マスター」としての相談、カウンセリング、セミナーの仕事が主流で、「恋愛マスターくじらの恋愛相談LINE @」のLINE登録者数は7000人を越え、2018年3月に発売された書籍『世の中には、誰とでも幸せになれる人と、誰といても幸せになれない人の二通りしかいない。』はAmazon恋愛本ランキングでは1位を記録した。2019年6月からは「くじら結婚相談所」を開設し、所長を務める。

## 芸風

### ものまね芸
スターシリーズと称する、マニアックな業界のスター選手の物真似を得意とする。とりわけ釣り関係のネタが多い事で釣り業界で話題となり、バスプロ関和学の結婚式に呼ばれる。
ビリヤードスターシリーズ
- フランシスコ・ブスタマンテ（英語版）[11]
- ジョニー・アーチャー（英語版）[11]
- エフレン・レイズ[11]

ダーツスターシリーズ
- ケビン・ペインター（英語版）[11]
- ボブ・アンダーソン[11]
- フィル・テイラー[11]

バスプロスターシリーズ
- 並木敏成[11]
- 菊元俊文[11]
- 大森貴洋[11]
- 下野正希[11]

プロクライマースターシリーズ
- フレッド・ニコル（英語版）[11]
- 小山田大[11]
- 平山ユージ[11]

へら鮒名人メドレー
- 藤田東水[11]
- 石井旭舟[11]
- 岡田清[11]

磯釣りスターシリーズ
- 松田稔[11]
- 高野孝広[11]

大物船釣りスターシリーズ
- 鈴木文雄[11]
- 平松慶[11]
- 大久保幸三[11]

早撃ち名人メドレー
- マーク渡辺[11]
- エージェント向川[11]

イカ釣りスターシリーズ
- 折本喜一[11]
- 杉原正浩[11]
- 重見典宏[11]

鮎釣りスターシリーズ
- 村田満[11]
- 小沢兄弟[11]

バスプロスターシリーズ海外編
- ラリー・ニクソン（英語版）[11]
- ビル・ダンス[11]

マタギスターシリーズ
- 鈴木松治[11]
- 大滝国吉[11]
- 松橋金蔵[11]

鷹匠スターシリーズ
- 波多野幾也[11]
- 沓沢朝治[11]
- 松原英俊[11]

蜂の巣駆除スターシリーズ
- 上杉貴敬[11]
- 岩田瑞男[11]
- こちら蜂の引越しセンター[11]

バーベキュースターシリーズ
- 下城民夫[11]
- 榊幸治[11]
- パンチョ向井[11]

潮干狩りスターシリーズ
- 吉村重美[11]
- 高浦修吉[11]
- 原田知篤[11]

なお、これら人物にはものまねと共に独特のキャッチフレーズがつけられている。
この他、色々な店の店員（一般人）の「スターシリーズ」といったネタも持っている（キヨスクおばちゃんスターシリーズ、佐川急便スターシリーズ等）。
スタンダードな有名人物真似をすることもあり、レパートリーには、武田鉄矢、山崎まさよし、井上陽水、田中邦衛、大友康平、子門真人、玉置浩二、森進一、谷村新司、藤井フミヤがある。

## 逸話

### 実家
実家は新宿区早稲田でイナホビリヤードというビリヤード場を経営している。
2007年7月、自身のブログ上で日本テレビ『24時間テレビ 「愛は地球を救う」』で萩本欽一がスタートすると同時刻に別の場所をスタートし、70キロ完走したらたった一人で『サライ』を熱唱するという企画「釣りは地球を救えるか?」を立てる。その後、10kmごとにモノマネの扮装を変える、ゴール地点を実家のビリヤード場とし、完走したらすぐにビリヤードスターのモノマネをして似ているかどうか検証する、などと若干内容を変えつつも、2007年8月18日19時スタート、途中まったく足が動かなくなるというアクシデントに見舞われながらも、約28時間後の19日23時33分、無事完走した。

## 主な出演番組

### テレビ
- とんねるずのみなさんのおかげでした（フジテレビ）
- 爆笑オンエアバトル（NHK）戦績1勝2敗 最高413KB（これはオフエアの記録であり、オンエアは381KB）
  - オンバト+（NHK）戦績0勝1敗 最高257KB
- 爆笑レッドカーペット（フジテレビ）キャッチコピーは「釣りものまね名人」
- 爆笑ピンクカーペット（フジテレビ）キャッチコピーは「今夜もマニアを唸らせる」
- 雨上がり決死隊のトーク番組アメトーーク!（テレビ朝日）
- 踊る!さんま御殿!!（日本テレビ）、2010年1月19日・7月13日・2011年12月6日
- 井筒和幸の企業探訪　もうかりまっか？（テレビ埼玉）
- ウチのガヤがすみません!　（日本テレビ）‐2018年2月13日・4月3日

### インターネット
- バッタもん勝ち!!（あっ!とおどろく放送局） - 2007年7月5日、7月26日、8月2日、8月30日、9月27日、10月4日、12月13日、2008年1月23日、2月27日、4月9日、5月21日
- (仮)初音とくじらのニコジョッキー(2011年12月20日 -終了、ニコジョッキー)※毎月第4火曜日21:00 -。初音みのり
- くじらの質問受け付けます（ニコジョッキー）
- 若手ベテラン会（ニコジョッキー、終了）

### CM
- コンタクトのアイシティ（2015年）[15]

### ライブ
- お堀のくじら - 若林とマシンガンズの西堀亮の3人による定期的に行われるトークライブ。

## 著書
- 世の中には、誰とでも幸せになれる人と、誰といても幸せになれない人の二通りしかいない。（2018年3月23日、宝島社、ISBN 978-4800282903）
- 君はモテないんじゃない、フラれてないだけだ あなたの恋をダメにする25個の“思い込み”（2018年11月2日、扶桑社、ISBN 978-4594080860）

## DVD
- くじらスター☆伝説[16]